# Arbieto

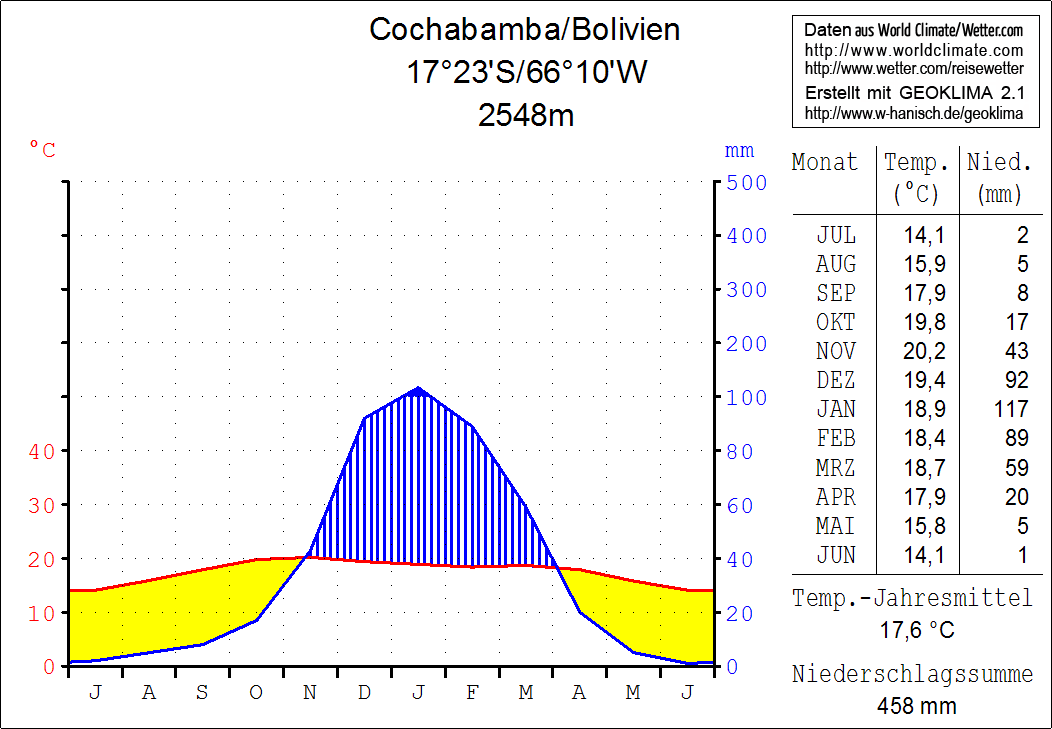
diagramme températures/précipitations annuel

Arbieto est une localité du département de Cochabamba en Bolivie, située dans la province d'Esteban Arce et la municipalité d'Arbieto. Sa population était estimée à 1 803 habitants en 2010.

## Localisation
Arbieto est un point central de la municipalité d'Arbieto dans la province de Esteban Arce Arbieto, sur les 490 hectares du plateau fertile de l'Alto Valle. Située à une altitude de 2722 mètres, elle est à environ trois kilomètres au sud du barrage de La Angostura.

## Géographie
Arbieto est située dans la zone de transition entre la Cordillère centrale, versant bolivien des Andes, et les basses terres boliviennes. La température moyenne de la région est d'environ 18 °C et ne varie que légèrement entre 14 °C en juin / juillet et 20 °C en octobre / novembre. Les précipitations annuelles ne sont que d'environ 450 mm, avec une saison sèche de mai à septembre avec des précipitations mensuelles inférieures à 10 mm, et une saison des pluies de décembre à février avec 90-120 mm de précipitations par mois.

## Population
La population du village a quasiment doublé en deux décennies :
- 1992 : 970 habitants (recensement)[2]
- 2001 : 1 347 habitants (recensement)[3]
- 2010 : 1 803 habitants (estimation)[1]